# Туаре
Туаре (фр. Thouaret) је река у Француској. Дуга је 52 km. Улива се у Туе. 